# Calvatone
Calvatone (Calvatòon in dialetto locale) è un comune italiano di 1 159 abitanti della provincia di Cremona in Lombardia.

## Storia
Nei pressi di Calvatone si svolsero nel 69 d.C. le due battaglie di Bedriaco.

### Simboli
Lo stemma e il gonfalone del comune di Calvatone sono stati concessi con decreto del presidente della Repubblica del 24 aprile 2000.
Lo stemma è partito semitroncato: nel primo è rappresentata su sfondo azzurro la statua della Vittoria di Calvatone d'oro; il secondo è di rosso, a sette spighe d'oro, impugnate e legate di azzurro; il terzo d'argento, alla fascia di rosso. Il gonfalone è un drappo rettangolare di giallo.

## Monumenti e luoghi d'interesse
- Chiesa parrocchiale di Santa Maria Immacolata

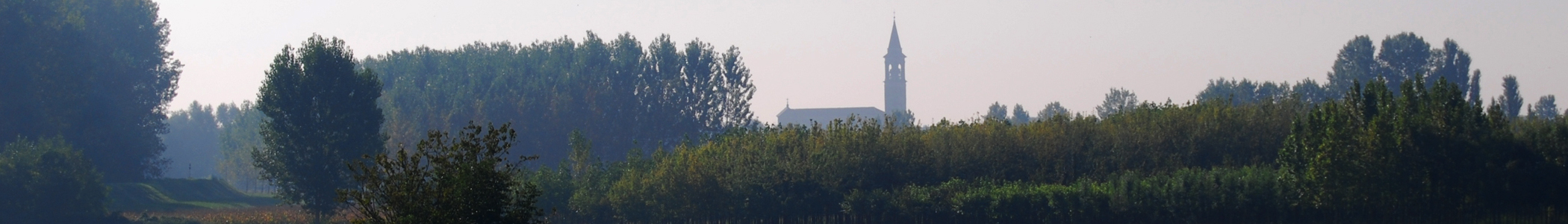
La chiesa di Calvatone vista dall'Oasi delle Bine

- Riserva naturale Le Bine
- Ponte sull'Oglio

## Società

### Evoluzione demografica
Abitanti censiti